# Žlebec Pušćanski
Žlebec Pušćanski – wieś w Chorwacji, w żupanii zagrzebskiej, w gminie Pušća. W 2011 roku liczyła 109 mieszkańców.